# Universidade de Mannheim

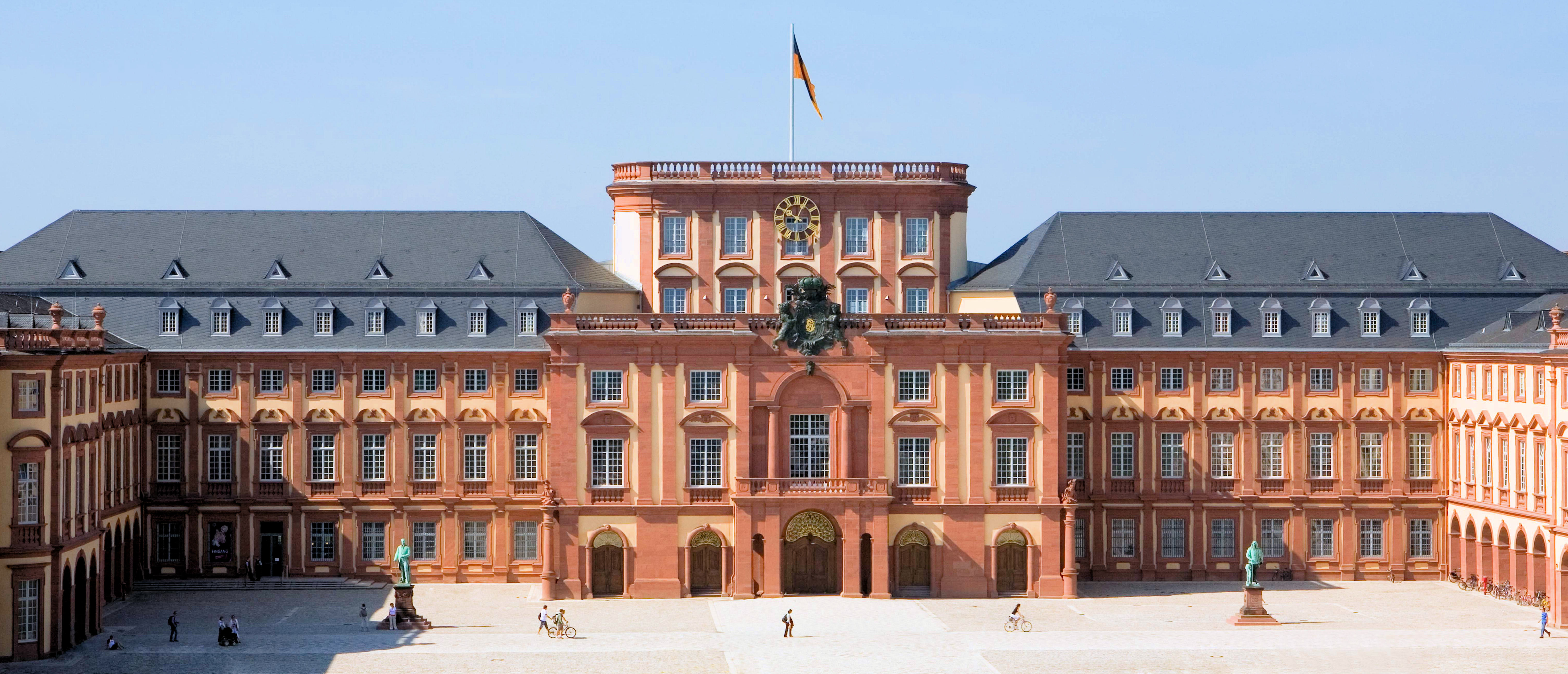
Universidade de Mannheim

A Universidade de Mannheim (em alemão:  Universität Mannheim) é uma das mais prestigiadas universidades alemãs.
Fundada em 1907, esta universidade pública tem 140 professores, 650 membros do staff académico e 11.000 alunos. Composta por 5 faculdades distintas, dispõe de cursos desde o grau de licenciatura ao grau de doutoramento.
A sua faculdade de gestão, a mais reputada da universidade, é acreditada pela AACSB, pela AMBA e pela EQUIS (EFMD). Esta tripla acreditação, usualmente denominada "Triple Crown", é detida por apenas 1% das faculdades de gestão do mundo e só a Universidade de Mannheim a possui na Alemanha.
O campus universitário tem sede no Palácio de Mannheim, o maior palácio barroco da Alemanha, estando o centro da cidade alinhado simetricamente com a universidade.